# Fosfomevalonato quinasa

La fosfomevalonato quinasa es una enzima (EC 2.7.4.2) en la ruta del mevalonato que en los humanos está codificada por el gen PMVK. Cataliza la reacción: 

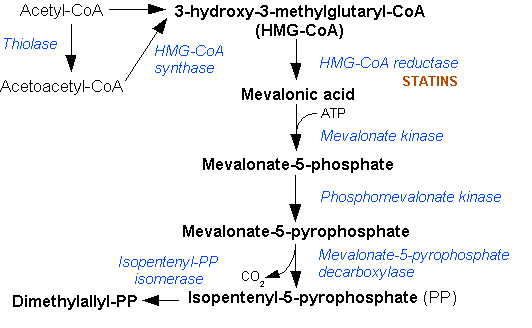
Ruta del Mevalonato

ATP + (R)-5-Fosfomevalonato <=> ADP + (R)-5-Difosfomevalonato